# Quick Share
快速分享（Quick Share）是适用于Android 、 Windows和ChromeOS的无线点对点数据传输程序。Quick Share利用蓝牙、Wi-Fi直连、QR code功能将文件发送给附近设备，也可以将文件上传至三星Cloud以URL方式分享给任何地方的设备。此程序最初由三星电子为自己的设备而开发，谷歌后来与三星合作，在2024年将自己的Nearby Share并入Quick Share，并且通过Google Play将程序分发给非三星Galaxy用户。

## 历史
Quick Share最初与三星Galaxy S20和One UI 2.1一起发布，随后被推广到其他Galaxy手机和平板电脑。三星称创制这项服务是为了将文件传送至其他设备的流程简化，取代了名为“链接共享”（Link Sharing）的服务。2021年也在使用Windows系统的三星Galaxy Book笔记本电脑中推出Quick Share， 但自2023年7月起不再局限于三星Windows PC用户。
2024年1月，谷歌宣布Nearby Share将与三星Quick Share合并，并采用后者的名称。

## 使用方法
用户一次最多可向8个附近设备发送文件，但要求这些设备启用了Quick Share并且屏幕处于开启状态。用户可以在Android装置的快速面板中切换到Quick Share。用户可以选则接收来自附近任何人的文件，或仅联系人、仅自己的设备甚至拒绝接收。使用Quick Share即可实现内容传输，发送者可选择分享给附近哪些设备。
Quick Share还可以将文件上传至三星Cloud通过URL共享内容。接收者可以通过点击分享的URL或扫描对方提供的二维码下载上传至三星Cloud的内容。
三星Cloud会在用户上传文件的两天后自动删除内容，并且将每日上传总额限制为5GB。
Windows系统的Quick Share可使其他支持Quick Share的设备即时与其共享文件。

## 可用性
Quick Share可以在Android 6及之后的版本、ChromeOS 91及之后的版本、64位的Windows 10及之后的版本中使用，而在Linux系统中则被用于实现非官方rquickshare。Windows系统必须手动安装Quick Share，而在Android和ChromeOS系统中则是操作系统的一部分，无需独立安装。 Windows设备必须同时具有蓝牙和Wi-Fi功能才能使用Quick Share。不支持在ARM架构上运行的Windows设备。

### Windows 应用
Quick Share有两种Windows版本：Microsoft Store商店内由三星开发的版本，另一种是由Google开发，但可以通过其他线上渠道下载。
这两种版本预计将在2024年第三季度完全整合。目前谷歌版不能在Windows ARM设备上运行，三星版的则可以。三星版本只能使用英特尔的Wi-Fi和蓝牙驱动运行。
此外，微软还使用Windows Phone Link原生支持与Android设备进行附近共享（非Quick Share）。

## 隐私分享

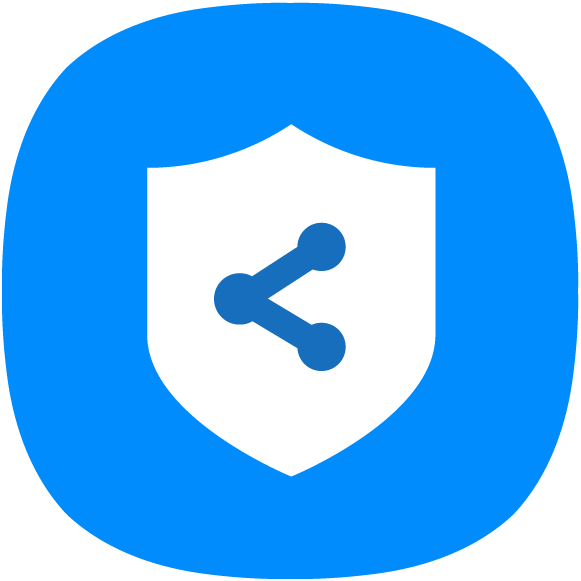
隐私分享图标

隐私分享（Private Share）是一种使用区块链技术的数据加密传输服务，专为传送重要的私人或财务信息而设计。用户可以和手机SIM卡相关联的号码或指定的私人号码进行共享文件。私人号码功能是Private Share服务中独有的，以#开头并含有10位数字，例如#0123456789。发送者可以设定文件的到期时间，到期后文件将自动从接收者的设备中删除。发件人最大可上传200M的文件。与“Quick Share”类似，“Private Share”也预装在三星Galaxy设备。自2023年12月起Private Share与Quick Share整合，不再是一项单独的服务。